# Фигалия
Фигалия (греч. Φιγαλία) — древнегреческий город в юго-западной части Аркадии, на границе с Мессенией.
Был одним из самых укреплённых городов в Аркадии. Город окружали мощные стены длиной около 4 километров, с прямоугольными и круглыми башнями, которые сохранились до настоящего времени в хорошем состоянии.
В настоящее время это название соседней деревни, известной до начала XX века как Павлица (Παύλιτσα). Фигалия лежит в местности, высоко поднимающейся и почти всюду отвесной, стены были построены по обрыву, сам холм представлял собой гладкое и ровное плато. Вблизи города располагались самые высокие на Пелопоннесе горы — Котилий и Элайон. Город располагался над северным берегом реки Неды, в которую впадает ручей Лимакс, протекающий вблизи западной части города.
Считается, что в древности основателем города был Фигал, сын Ликаона, впоследствии город переменил своё название на Фиалию в честь Фиала, сына Буколиона, но это название не получило широкого распространения. В 659 году до н. э. Фигалия была захвачена лакемодянами, но фигалийцы смогли вернуть город с помощью оресфасийцев. Согласно Страбону, город пришел в упадок вместе с другими городами Аркадии во время римского правления.
По Павсанию в городе были храмы Артемиды Сотеры (Спасительницы), Диониса Акратофора (Несущего чистое вино), Эвриномы. В гимнасии стояла статуя Гермеса. На агоре стояла статуя Аррихиона. В Археологическом музее Олимпии хранится курос, изображающий Аррихиона, найденный на агоре. На агоре была могила оресфасийцев.
Фигалия наиболее известна по храму Аполлона Эпикурейского в Бассах, раскопки которого были начаты в 1812 году. Данное название было дано Аполлону за избавление от чумы. Создателем храма был архитектор Иктин, живший в эпоху Перикла, построивший Парфенон в Афинах. Храм был построен из мрамора. По мнению Павсания, храм отличается красотой мрамора и тщательностью работы.
В 1927 году Анастасиос Орландос произвёл раскопки древнего источника, который датируется концом IV—началом III века до н. э. В 1996 году археолог Ксени Арапоияни (Ξένη Αραπογιάννη) раскопал храм Афины и Зевса Сотера на холме Курдумбули (Κουρδουμπούλι) в юго-западной части города. Храм состоит из пронаоса и целлы размером 15,7×17,7 метров с входом с восточной стороны. К северу от храма обнаружены руины поселения.